# Hrabovszky János
Hrabovai báró Hrabovszky János (Győr, 1777. május 5. – Olmütz, 1852. szeptember 18.) honvéd altábornagy, királyi biztos.

## Életrajza
Köznemesi családba született. Iskoláit szülővárosában végezte, majd alhadnagyi rendfokozatban belépett a nemesi testőrségbe. 1797-től áthelyezték a 34. gyalogezredbe. Részt vett a napóleoni háborúk számos csatájában, így a gittabergei véres ütközetben, melynél sikeresen szétverte a Dalmáciában tartózkodó francia sereget. Nápoly majd Szicília-Szardínia hadparancsnoka. Ő foglalta vissza a Nápolyi Királyságot három gárdahadtesttel. A Dél-Franciaországot megszálló szövetséges csapatok vezérkari főnöke lett. Korának legtöbb kitüntetését megkapta. Dalmácia és Észak-Itália térképének elkészítését még őrnagyként megcsinálta, mivel hamar kitűnt rajztehetsége, ekkoriban még nem volt a Habsburgok kezében megfelelő térkép és a helyi ellenállók direkt rossz útbaigazításai sokszor több napos hátrányt okoztak a seregeknek. Elismerték kiváló katonai képességeit, 1810-ben megkapta a Katonai Mária Terézia-rend lovagkeresztjét, 1813-ban udvari tanácsos lett, akkoriban egyedüli és első magyarként. 1837-ben elérte az altábornagyi rendfokozatot. 1840-ben a 14. (Don Miguel) gyalogezred tulajdonosa lett. 1847-ben nevezték ki a Pétervárad székhelyű szlavóniai és szerémségi főhadparancsnokság élére.
1848. május 7-én az összes magyarországi főhadparancsnokkal együtt a Batthyány-kormány alá rendelték. Széchenyi őt akarta hadügyminiszternek. Mészáros Lázárral közösen döntöttek Komárom megerősítésén, Párkány megerősítése azonban kudarcba fulladt. Május 11-én tekintettel a Délvidéken aktívvá vált nemzeti mozgalmakra és Jellasics horvát bán tevékenységére Batthyány Lajos királyi biztossá nevezte ki. Feladatul kapta, hogy Jellasicsot fossza meg tisztségétől, de ezt nem sikerülthetett végrehajtania, hiszen ehhez császári parancs kellett volna. A Don Miguelek kivezénylésével részt vett a 1848. június 12-ei karlócai szerb gyűlés leverésében. Ám a parancsnoksága alá tartozó szerb határőrezredek csatlakoztak a szerb felkeléshez, ez köszönhető a magyar kormányzásnak, hiszen a határőrezredek kiváltsága megszűnt a jobbágy-felszabadítással. Júniusban hatásköre már csak a péterváradi erőd katonaságára terjedt ki. Július 7-én kinevezték a budai főhadparancsnokság élére. Utóda a péterváradi főhadparancsnokság élén Blagoevich Imre altábornagy lett, a szerb felkelők ellen harcoló csapatok főparancsnokává pedig Bechtold Fülöp altábornagyot nevezték ki.
A budai főhadparancsnokság vezetését szeptemberben vette át, és V. Ferdinánd király október 3-ai manifesztuma után is tisztségében maradt. A nagy tekintélyű tábornok így személyes példájával járult hozzá, hogy a volt császári és királyi tisztek jelentős része 1848 októbere után is a magyar alkotmány szolgálatában maradt és betagozódott a szerveződő honvédségbe. Vezetése alatt a budai főhadparancsnokság a hadügyminisztérium végrehajtó szervévé vált, Kossuth elrendelte felszámolását is, de működését csak a főváros feladásakor szüntette be.
Hrabovszky már ez előtt, a december 2-ai uralkodóváltáskor beszüntette tevékenységét és 1849. január 5-én Windisch-Grätz fővárosba való bevonulásakor jelentkezett a császári főparancsnokságon. Az idős Hrabovszky nem tudott teljesen hátat fordítani a múltjának és a napóleoni katonai sikereinek, melynek köszönhetően katonabáró lehetett 1849. január 27-én nyugdíjazták, később azonban hadbírósági eljárást indítottak ellene. Az 1850. március 17-én Bécsben kihirdetett ítélet rangjától és kitüntetéseitől való megfosztása mellett halálra ítélte. A főbüntetést később tíz év várfogságra változtatták. Elítélésekor hetvenhárom éves volt. Az olmützi várbörtönben töltött fogságába felesége, Klobusiczky Izabella önként követte. 1852 szeptemberében kegyelmet kapott, de ekkora a börtönviszonyok visszavonhatatlanul kikezdték egészségét és rövidesen meghalt. A kajdacsi római katolikus templom kertjében helyezték örök nyugalomra, ahol 1991 óta kopjafa őrzi emlékét.
Hrabovszky János fia, Hrabovszky Róbert szintén részt vett a szabadságharcban, 1848-ban a 34. (Porosz herceg) gyalogezred főhadnagyaként ezredével csatlakozott a honvédséghez, és a szabadságharcot honvéd őrnagyként fejezte be. Ekkor letartóztatták, de apja – még az udvari katonai körökben is megbotránkozást keltő – büntetése miatt végül kegyelmet kapott.
A nála 47 évvel fiatalabb feleségétől három gyermeke született, egyes akkori pletykák hírbe hozták feleségét egy osztrák udvari tiszttel. A kajdacsi kúriát a németek a második világháborúban szétrombolták.